# Trombocit-aktivirajući faktor
Trombocit-aktivirajući faktor, takođe poznat kao PAF, ili AGEPC (acetil-gliceril-etar-fosforilholin) je potentan fosfolipidni aktivator i posrednik mnogih leukocitnih funkcija, kao što su agregacija trombocita, inflamacija, i anafilaksa.
On se proizvodi u odgovoru na specifične stimuluse od strane niza ćelijskih tipova: neutrofila, bazofila, trombocita, i endotelnih ćelija.

## Hemija
Nekoliko tipova molekula trombocit-aktivirajućeg faktora je identifikovano. Oni se razlikuju u dužini O-alkil bočnog lanca.
- Njegova alkilna grupa je vezana etarskom vezom za C1 ugljenik šesnaestočlanog ugljovodoničnog lanca.
- Acil grupa na C2 ugljeniku je acetat. Neznatna dužina acetatnog lanca povišava rastvorljivost, što omogućava PAF molekulima da dejstvuju kao prenosnici signala.
- 3 ugljenik je vezan za fosfoholinsku čeonu grupu, poput fosfatidil holina.

## Funkcija
On je važan posrednik bronhokonstrikcije. On uzrokuje agregaciju trombocita i širenje krvnih žila. Iz tih razloga je važan u procesima hemostaze. Na koncentraciji od 10−12 mol/L, PAF uzrokuje opasno po život zapaljenje vazdušnih puteva i proizvodi simptome slične astmi.
Toksini, kao što su fragmenti uništenih bakterija, stimulišu PAF sintezu, posledica čega je pad krvnog pritiska i umanjena količina krvi koja dospeva do srca, što dovodi do šoka, i u nekim slučajevima smrti.

## Istorija
Trombocit-aktivirajući faktor je otkrio francuski imunolog Žak Benveniste ranih 1970-ih. Njegovu strukturu je utvrdio Konstantinos A. Demopoulos 1979. godine.

## Literatura
1. ↑   уреди
2. ↑  Evan E. Bolton; Yanli Wang; Paul A. Thiessen; Stephen H. Bryant (2008). „Chapter 12 PubChem: Integrated Platform of Small Molecules and Biological Activities”. Annual Reports in Computational Chemistry. 4: 217—241. doi:10.1016/S1574-1400(08)00012-1.
3. ↑  Benveniste J, Henson PM, Cochrane CG (1972). „Leukocyte-dependent histamine release from rabbit platelets. The role of IgE, basophils, and a platelet-activating factor”. J. Exp. Med. 136 (6): 1356—77. PMC 2139324 . PMID 4118412. doi:10.1084/jem.136.6.1356.
4. ↑  Benveniste J (1974). „Platelet-activating factor, a new mediator of anaphylaxis and immune complex deposition from rabbit and human basophils”. Nature. 249 (457): 581—2. PMID 4275800. doi:10.1038/249581a0.
5. ↑  Demopoulos CA, Pinckard RN, Hanahan DJ (1979). „Platelet-activating factor. Evidence for 1-O-alkyl-2-acetyl-sn-glyceryl-3-phosphorylcholine as the active component (a new class of lipid chemical mediators)”. J. Biol. Chem. 254 (19): 9355—8. PMID 489536. Архивирано из оригинала (abstract) 22. 04. 2008. г. Приступљено 12. 12. 2010.

## Spoljašnje veze
- Farmakorama
- Platelet+Activating+Factor на 